# Zhang Guoqing
Zhang Guoqing är en kinesisk kommunistisk politiker på ledande nivå och Folkrepubliken Kinas vice premiärminister med nummer tre i rangordningen.
Zhang gick med i Kinas kommunistiska parti 1984 och tog en doktorsexamen i ekonomi vid Tsinghuauniversitetet 2004. Han var länge främst yrkesverksam inom det statliga kinesiska näringslivet och har bland annat arbetat på ledande positioner inom Norinco. Han var partichef i Liaoning åren 2020-2022. Han valdes in i politbyrån i Kinas kommunistiska parti den 22 oktober 2022.